# Haploscoloplos kerguelensis
Haploscoloplos kerguelensis är en ringmaskart som först beskrevs av McIntosh 1885.  Haploscoloplos kerguelensis ingår i släktet Haploscoloplos och familjen Orbiniidae.

## Underarter
Arten delas in i följande underarter:
- H. k. minutus
- H. k. chilensis